# Крейн (Техас)
Крейн (англ. Crane) — місто (англ. city) в США, в окрузі Крейн штату Техас. Населення — 3478 осіб (2020).

## Географія
Крейн розташований за координатами 31°23′31″ пн. ш. 102°21′2″ зх. д. / 31.39194° пн. ш. 102.35056° зх. д. (31.391893, -102.350425).  За даними Бюро перепису населення США в 2010 році місто мало площу 2,68 км², уся площа — суходіл.

### Клімат
| Клімат : Крейн        | Клімат : Крейн | Клімат : Крейн | Клімат : Крейн | Клімат : Крейн | Клімат : Крейн | Клімат : Крейн | Клімат : Крейн | Клімат : Крейн | Клімат : Крейн | Клімат : Крейн | Клімат : Крейн | Клімат : Крейн | Клімат : Крейн |
| Показник              | Січ.           | Лют.           | Бер.           | Квіт.          | Трав.          | Черв.          | Лип.           | Серп.          | Вер.           | Жовт.          | Лист.          | Груд.          | Рік            |
| Середній максимум, °C | 16,1           | 19,4           | 23,9           | 28,9           | 32,8           | 35,0           | 36,1           | 35,0           | 31,7           | 27,2           | 21,7           | 17,2           | 27,1           |
| Середній мінімум, °C  | −0,6           | 2,2            | 6,1            | 11,1           | 15,6           | 20,0           | 21,7           | 20,6           | 17,8           | 11,7           | 5,6            | 1,1            | 11,1           |
| Норма опадів, мм      | 10             | 15             | 10             | 23             | 43             | 43             | 38             | 48             | 76             | 41             | 18             | 13             | 376            |
| --------------------- | -------------- | -------------- | -------------- | -------------- | -------------- | -------------- | -------------- | -------------- | -------------- | -------------- | -------------- | -------------- | -------------- |
| Джерело:              |                |                |                |                |                |                |                |                |                |                |                |                |                |

## Демографія
Згідно з переписом 2010 року, у місті мешкали 3353 особи в 1124 домогосподарствах у складі 871 родини. Густота населення становила 1252 особи/км².  Було 1253 помешкання (468/км²).
Расовий склад населення:
| - 72,6 % — білих - 3,1 % — чорних або афроамериканців - 1,0 % — корінних американців - 0,3 % — азіатів - 20,4 % — осіб інших рас |

До двох чи більше рас належало 2,6 %. Частка іспаномовних становила 57,0 % від усіх жителів.
За віковим діапазоном населення розподілялося таким чином: 30,9 % — особи молодші 18 років, 59,0 % — особи у віці 18—64 років, 10,1 % — особи у віці 65 років та старші. Медіана віку мешканця становила 33,7 року. На 100 осіб жіночої статі у місті припадало 96,7 чоловіків;  на 100 жінок у віці від 18 років та старших — 98,5 чоловіків також старших 18 років.
Середній дохід на одне домашнє господарство  становив 67 847 доларів США (медіана — 58 803), а середній дохід на одну сім'ю — 77 117 доларів (медіана — 68 548). Медіана доходів становила 52 741 долар для чоловіків та 22 109 доларів для жінок. За межею бідності перебувало 11,8 % осіб, у тому числі 14,0 % дітей у віці до 18 років та 7,4 % осіб у віці 65 років та старших.
Цивільне працевлаштоване населення становило 1598 осіб. Основні галузі зайнятості: сільське господарство, лісництво, риболовля — 28,7 %, освіта, охорона здоров'я та соціальна допомога — 19,2 %, роздрібна торгівля — 9,8 %, транспорт — 9,3 %.